# Ancien prieuré de Tarare
L'ancien prieuré de Tarare est une maison située à Tarare, dans le département du Rhône, en France.

## Protection
Les façades, les toitures et l'escalier à vis de la tourelle font l’objet d’une inscription au titre des monuments historiques depuis le 22 mars 1983.